# 手塚悟
手塚 悟（てづか さとる、1983年1月2日 - ）日本の映画監督。山梨県南アルプス市出身。やまなし大使。

## 来歴
山梨県立白根高等学校、尚美学園大学卒業。 
ジャッキー・チェンに憧れていた映画少年だったがさらに小学校の担任教師がビデオ制作をしていたことに感化され、同級生と共に映画遊びをはためる。大学在学中にENBUゼミナールでも映画製作を学び、卒業後は短編作品を中心に活動。
2008年、第6回NHKミニミニ映像大賞に「サミット ニュース篇」がノミネート。2009年『つるかめのように』がSKIPシティ国際Dシネマ映画祭をはじめとする 国内の映画祭にノミネートされた。2011年『こぼれる』は水戸短編映像祭、SKIPシティ国際Dシネマ映画祭、下北沢映画祭等、前作以上の数の国内の映画祭にノミネート上映された。
初の長編作『Every Day』撮影後の2014年春に脳梗塞を発症し、後遺症で同名半盲になるもそれらを乗り越えて完成させ、2016年7月23日に新宿 K's cinemaで劇場公開を迎えた。
2019年秋より準備していた長編映画『そらたどる
（仮）は体調不良のため、一旦製作中止となっている。

## 人物
- 母親は珠算教室の教師。
- 屋号のTEDOYA TOGO（読み：テドヤトーゴ）はレンタカーの手続きの際、運転免許証のスキャン時に自身の名前が「手土家十吾」と漢字の部首とつくりが別々に読み取られたことに由来。
- 中学時代より学園祭のオープニングムービーの制作・編集を担当する等 習作を重ね、山梨県内の20歳以上の大人を公募して自主制作サークル活動を展開（高校卒業まで継続）。
- 2019年2月～3月、初の舞台『待ちわびて、コウフク[5]』を東京、山梨の2か所で公演した。

## 監督作品

### 映画
長編
- Message ～For You～（1998年・未発表）
- Every Day（2016年）

短編
- 英雄（1995年）
- 思い出の石（1995年）
- 友達（1995年）
- 過ぎ去った日よ、もう一度（1996年）
- TOMORROW 〜明日が見たい〜（1997年）
- 春に…（1998年）
- a little（1998年、MV）
- ANOTHER X'mas（1998年、MV）
- 夢DE愛魔性（1999年、MV）
- 結局So you X'mas（1999年）

- サクラいつ咲く…（2000年、第1回SHOBI FILM FESTIVAL 短編部門優秀賞）

- ピーコDEコピー（2001年）
- さかさまプリン（2003年、第2回Oh!FUJIYAMA映画祭出品作品）
- あったかくなんかない（2003年、尚美学園大学映像制作実習作品）
- グーチョキパー（2004年、尚美学園大学卒業制作作品）

- つるかめのように（2009年）
- サミット ニュース篇（2009年、第6回ＮＨＫミニミニ映像大賞 ノミネート）
- 笑ってゆるして（2010年）
- こぼれる（2011年）
- WATER（2013年）
- グーチョキパー ビヨンド（2017年、映画「Every Day」アンコール上映会 特別企画作品）
- さらち（2018年）
- Moment（2021年・元町映画館10周年記念オムニバス映画「きょう、映画館に行かない？」[6]）
- 正しいあとさき（2021年・バウムちゃんねる映画祭シーズン３）

### その他
- 日々の音℃ Films（2010年） － 音楽イベント「日々の音℃」撮り下ろしショートムービー
- dawn（2011年） － 音楽イベント「日々の音℃ vol.1」リーディングBGV
- 丸山真未展　-発蕾- 告知CM、展示ドローイング映像 演出（2012年）
- 演劇ユニット 鵺的「フォトジェニック」映像パート 監督（2017年）

## その他

### 舞台
- 「待ちわびて、コウフク」作・演出（2019年）

### ラジオ
- Webラジオ「しゃーぷしっくすっ！」（2019年～2021年）